# 2LDK
Pour plus de détails, voir Fiche technique et Distribution.
2LDK est un film d'horreur japonais réalisé par Yukihiko Tsutsumi, sorti en 2002 au cinéma.

## Synopsis
Lana et Nozumi rêvent de devenir actrices. En attendant, elles passent casting après casting et partagent le même appartement. Alors qu'elles viennent de passer une audition pour le rôle principal d'un même film, la tension s'installe entre elles, surtout que Lana a entendu dire que seulement une des deux allait être retenue…

## Fiche technique
- Titre : 2LDK
- Réalisation : Yukihiko Tsutsumi
- Scénario : Yukihiko Tsutsumi et Miura Uiko
- Production : Shinya Kawai, Yuuji Ishida, Kazuki Manabe et Susumu Nakazawa
- Musique : Nobuhiko Morino
- Photographie : Satoru Karasawa
- Montage : Nobuyuki Ito
- Décors : Hisao Inagaki
- Pays d'origine : Japon
- Langue : Japonais
- Distribution : TLA Releasing (en)
- Format : Couleurs - 1,85:1 - Stéréo - 35 mm
- Genre : Horreur, Drame, Action, Thriller
- Durée : 70 minutes
- Date de sortie : 2002 (Japon)
- Public : Interdit aux moins de 12 ans.

## Distribution
- Maho Nonami (en) : Lana
- Eiko Koike : Nozomi

## Autour du film
- Le film fut tourné chronologiquement en huit jours. En raison d'un timing serré, l'équipe travailla également la nuit.
- Quand Nozomi reçoit des œufs en pleine figure, ces derniers sont jetés par le cinéaste.
- Yukihiko Tsutsumi et Ryuhei Kitamura ayant rendu leurs courts-métrages pour le projet Jam Films (2002) en un temps record, le producteur Shinya Kawai leur proposa à tous les deux de réaliser chacun un long métrage avec seulement deux acteurs et devant être tournés en une semaine. L'entreprise fut nommée Le Projet Duel, 2LDK étant le film de Tsutsumi, tandis que Kitamura réalisa Aragami en 2003.
- Le titre du film a deux origines. Tout d'abord, l'appartement où se déroule l'action est numéroté 2LDK. Ensuite, au Japon, les appartements sont classés en  trois catégories en fonction de leur taille : 1DK (1 chambre, salle à manger, cuisine), 1LDK (1 chambre, salon, salle à manger, cuisine), 2DK (2 chambres, salle à manger, cuisine). L'appartement dans le film étant particulièrement luxueux, il pourrait facilement gagner la classification de 2LDK (2 chambres, salon, salle à manger, cuisine).